# Onde de Rossby
Pour les articles homonymes, voir ondes (homonymie).
Les ondes de Rossby ou ondes planétaires sont des mouvements ondulatoires de la circulation atmosphérique ou océanique de grande longueur d'onde dont l'initiation est due à la variation de la force de Coriolis selon la latitude. Elles sont un sous-ensemble des ondes inertielles, identifiées en 1939 par Carl-Gustaf Rossby dans l'atmosphère. Ce dernier travailla à la théorie pour les expliquer.

## Caractéristiques
La caractéristique principale des ondes de Rossby est leur vitesse de phase zonale, le déplacement de leur crête le long d'une latitude donnée, qui est toujours rétrograde ; c'est-à-dire qu'elles se dirigent vers l'ouest alors que la circulation générale est dans l'autre direction. De plus, le signe de leur vitesse de phase méridionale est indéterminé, et celle-ci peut donc être dirigée soit vers le nord soit vers le sud. Cependant, la vitesse de groupe de ces ondes, associée avec leur transport d'énergie, peut être dans une direction ou l'autre. Les ondes les plus courtes se déplacent vers l'est et les plus longues vers l'ouest.
On parle d'ondes de Rossby « barotropiques » et « barocliniques » selon la structure de l'atmosphère : 
- les premières se meuvent dans une masse d'air où le déplacement de l'air est parallèle aux isothermes, ce qui fait que ces ondes ne varient pas selon la verticale et ont une propagation plus rapide ;
- les secondes se déplacent à travers les isothermes et sont plus lentes avec des vitesses de l'ordre de quelques centimètres par seconde, ou moins.

Les ondes de Rossby conservent le tourbillon potentiel et doivent leur existence au gradient isentropique de ce tourbillon.

### Atmosphère

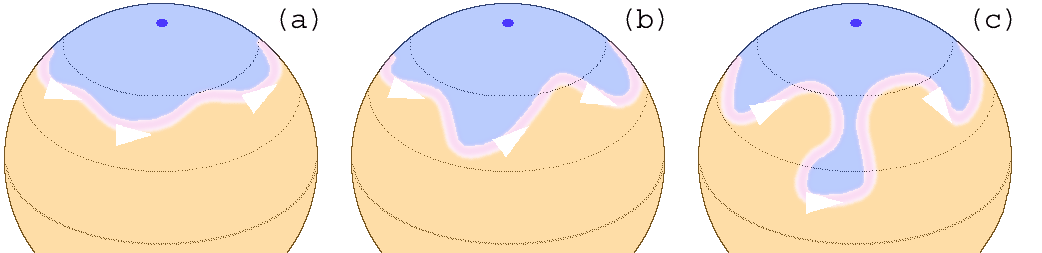
Développement d'une onde de Rossby le long du ruban thermique ou front

Dans l'atmosphère, la différence de réchauffement entre les pôles et l'équateur donne une variation de la température moyenne de l'air entre ces deux régions. Cette différence donne à son tour une répartition de la pression, des vents et des isothermes à l'origine de la circulation atmosphérique. Lorsque l'air est barotrope (ligne de pressions parallèles aux isothermes), l'onde de Rossby conserve le tourbillon. C'est-à-dire que la rotation due à la force de Coriolis selon la latitude ({\displaystyle \,f}) et celle locale dans le flux d'air ({\displaystyle \,\zeta }), dite tourbillon relatif, forment une constante :
{\displaystyle \,\zeta +f=constante}
Lorsque l'air passe au-dessus d'obstacles du relief, il doit s'écouler dans une couche atmosphérique plus mince ce qui accélère la rotation dans le flux ({\displaystyle \,\zeta }), d'une façon similaire à celle subie par un patineur qui ramène ses bras lors d'une rotation. Pour conserver le tourbillon total, il faut que l'air se déplace vers l'équateur pour diminuer {\displaystyle \,f}. Lorsque l'air redescend de l'autre côté de l'obstacle, il est forcé vers une latitude plus polaire pour la raison inverse ce qui induit une ondulation de la circulation atmosphérique. Ce champ de tourbillon de perturbation induit un champ de vitesse méridienne (nord-sud) qui provoque l'advection de la chaîne des particules de fluide vers l'équateur à l'ouest du tourbillon maximum et vers le pôle à l'ouest du tourbillon minimum. Ainsi, les particules oscillent d'avant en arrière autour de la latitude d'équilibre, et la configuration du tourbillon maximum et minimum se propage vers l'ouest. 
L'observation des ondes de Rossby est facile à repérer en suivant la trajectoire du courant-jet. Ce dernier sépare les masses d'air. Quand ses ondulations deviennent très prononcées, on a un développement des systèmes météorologiques des latitudes moyennes (dépressions et anticyclones). La vitesse de ces ondes de Rossby est donnée par :
{\displaystyle \,c=u-{\frac {\beta }{k^{2}}},} où c est la vitesse de l'onde, u le vent moyen dans l'atmosphère, {\displaystyle \beta } la variation du paramètre de Coriolis avec la latitude et k le nombre d'onde total.
Le nombre de ces oscillations (plus nombreuses en été qu'en hiver) autour de la planète peut varier de 3 à 7 environ, et leur longueur d'onde (plus grande en hiver qu'en été) atteint couramment quelques milliers de kilomètres. Comme le montre la formule, leur vitesse est toujours inférieure à la vitesse du vent et leur propagation s'effectue vers l'ouest. Dans certains cas d'ondes stationnaires, entre autres au-dessus de l'Atlantique, un anticyclone coupé peut se détacher dans une crête thermique de direction nord-sud et y rester pendant une durée de l'ordre d'une semaine. Une telle situation bloque la circulation et dévie les systèmes vers le nord. De même, un centre dépressionnaire peut se détacher du flux et former une circulation stationnaire (dépression coupée ou froide) qui dévie le temps vers le sud. Ces ondes interfèrent aussi avec les ondes de marées atmosphériques.

### Océans
Les ondes océaniques de Rossby constituent la principale réponse de l'océan aux perturbations de grande échelle (supérieure à 400-500km). Ces perturbations sont créées par exemple par des variations de vent, par des ondes se propageant le long des frontières Est (ondes de Kelvin) , ou encore par des tourbillons. Les ondes barotropes et baroclines causent une variation de la hauteur de la surface de la mer de quelques centimètres sur plusieurs centaines de kilomètres, par conséquent difficilement détectable avant l'avènement des satellites. Les ondes baroclines donnent également un déplacement vertical significatif de la thermocline, souvent de l'ordre de plusieurs dizaines de mètres.
À partir du début des années 1990, les satellites ont permis d'observer la progression d'Est en Ouest d'anomalies de grande échelle à une vitesse légèrement plus faible que celle prédite par la théorie des ondes de Rossby baroclines (1,5 à 2 fois selon la méthode employée et la latitude). 
La vitesse de phase théorique généralement comparée aux observations est celle des ondes longues (c'est-à-dire celle obtenue en supposant que les échelles spatiales concernées sont beaucoup plus grandes que le rayon de déformation) soit: {\displaystyle c=-\beta R_{d}^{2}}, où :
- {\displaystyle \beta ={\frac {df}{dy}}} est la variation locale du paramètre de Coriolis
- {\displaystyle R_{d}} le rayon de déformation de Rossby qui peut être approximé par {\displaystyle R_{d}={\frac {NH}{n\pi f_{0}}}}
- {\displaystyle n} est le numéro du mode barocline ({\displaystyle n=1,2,3...})
- {\displaystyle f_{0}} est le paramètre de Coriolis à la latitude locale
- {\displaystyle N} est la fréquence de Brünt Väisälä
- {\displaystyle H} est la profondeur totale.

L'inclusion de l'effet du courant moyen et de la topographie dans le calcul augmente généralement la vitesse de phase et améliore sensiblement l'accord entre les observations et la théorie.
Ces ondes ayant une vitesse de propagation très faible, de l'ordre du centimètre par seconde, elles peuvent prendre des mois ou même des années à traverser le Pacifique par exemple. Les données de couleur d'océan (Ocean Colour and Temperature Scanner), reflétant la concentration en phytoplancton, suggèrent que ces ondes ont un effet sur la biologie marine. Des résultats suggèrent de plus qu'elles seraient, dans certains cas, capables d'influencer le climat plusieurs années après et à de très longues distances de leur point d'origine.